# La huerta atómica
La huerta atómica es el sexto álbum en la carrera del roquero español Miguel Ríos, publicado en 1976. Se trata de un disco cuyas canciones narran entre todas ellas una única historia -es decir, uno conceptual- que, en este caso, pertenece al género de la ciencia ficción.
Miguel Ríos y su grupo, para la grabación de este álbum, se trasladaron a una finca en busca de relajamiento sin embargo fueron sorprendidos por la cercanía de una base militar y los vuelos de aviones, de ahí surgió la idea de este disco. 
El álbum relata sobre un hombre que vive en una huerta, localizada cerca de una base militar de EE. UU., donde él vive entre árboles y aviones, y en donde el dueño escucha los ensayos de los aviones a propulsión, generándole la sensación que su casa se encuentra en medio de un campo de guerra. Mientras se duerme al tomar una siesta tiene un sueño de una posible guerra atómica, en la cual encima de la huerta cae una bomba atómica que mata a todo ser viviente, sin embargo la bomba estalla de una forma diferente, e inexplicablemente crea una burbuja antirreacción, la cual protege al protagonista, que puede observar a los espectros de los muertos y que además resulta ser él el único superviviente. Horrorizado por lo sucedido decide que a partir de él se genere una nueva humanidad libre de esos males. El protagonista despierta para descubrir que todo ha sido sólo un sueño y que sigue habitando junto a la base militar, por lo que decide trasladarse a vivir a otro sitio, sin embargo en la radio advierten de la existencia de una alarma nuclear seguida del sonido de una explosión, culminando la historia.
El disco es una crítica a los sistemas de poder militar en los años de la guerra fría, en la cual se temía que las superpotencias podían desencadenar una guerra nuclear.

## Lista de canciones
1. "Entre árboles y aviones" - 3:26 (Miguel Ríos, Fernando Miranda, Tony Ponce)
2. "Una casa en la guerra" - 6:03 (Miguel Ríos, Miguel Ángel Rojas, Mariano Díaz)
3. "Buenos días, Superman" - 3:01 (Víctor Manuel San José)
4. "Yankee Johnny" - 4:33 (Miguel Ríos, Mariano Díaz, Fernando Miranda)
5. "Bienvenida, Katherine" - 6:51 (Miguel Ríos, Mariano Díaz, Fernando Miranda)
6. "Una siesta atómica" - 2:54 (Miguel Ríos, Mariano Díaz, Tony Ponce)
7. "Instrucciones a la población civil (en caso de alarma nuclear)" - 1:25 (Miguel Ríos, Fernando Miranda)
8. "El consultorio atómico de la señora Pum" - 3:10 (Miguel Ríos, Mariano Díaz)
9. "El carnaval de los espectros (I)" - 1:15 (Miguel Ríos, Mariano Díaz)
10. "La burbuja antirreacción" - 5:02 (Miguel Ríos, Mariano Díaz)
11. "La canción del megacristo" - 3:25 (Miguel Ríos, Mariano Díaz, Fernando Miranda)
12. "El carnaval de los espectros (II)" - 0:30  (Miguel Ríos, Mariano Díaz))
13. "Por el hombre futuro" - 1:40 (Miguel Ríos)
14. "El dulce despertar" - 4:22 (Miguel Ríos, Mariano Díaz, Tony Ponce)

## Músicos del disco
- Miguel Ríos: voz
- Mariano Díaz: Órgano Hammond, Moog y Mellotron
- José María Roger: Piano, Piano Fender, Elka
- Tony Ponce: Guitarras
- Evarist Ballus: Batería y percusión
- Miguel Ángel Rojas: Bajo

- Datos: Q5967014